# Dybbøl-Skolen
Dybbøl-Skolen er en folkeskole i Dybbøl ved Sønderborg. Skolen har ca. 900 elever og er dermed den største i Sønderborg Kommune. Skolen ligger geografisk i det vestlige Sønderborg. Tidligere var skolen delt i to matrikler, hvoraf en mindre afdeling med to 0.- og 1. klasser, kaldet Bülow-Skolen, lå i Dybbøl By. I dag er afdelingen nedlagt, og der befinder sig nu et rehabiliteringscenter på den gamle skole. 
Dybbøl-Skolen har et ry som en af de bedre skoler i regionen, og har også en SFO der er direkte forbundet med folkeskolen.